# Helina gyirongensis
Helina gyirongensis är en tvåvingeart som beskrevs av Wang, Zhang och Wang 2008. Helina gyirongensis ingår i släktet Helina och familjen husflugor. Inga underarter finns listade i Catalogue of Life.